# 岡村天満宮
岡村天満宮（おかむらてんまんぐう）は、神奈川県横浜市磯子区岡村にある天満宮である。

## 歴史

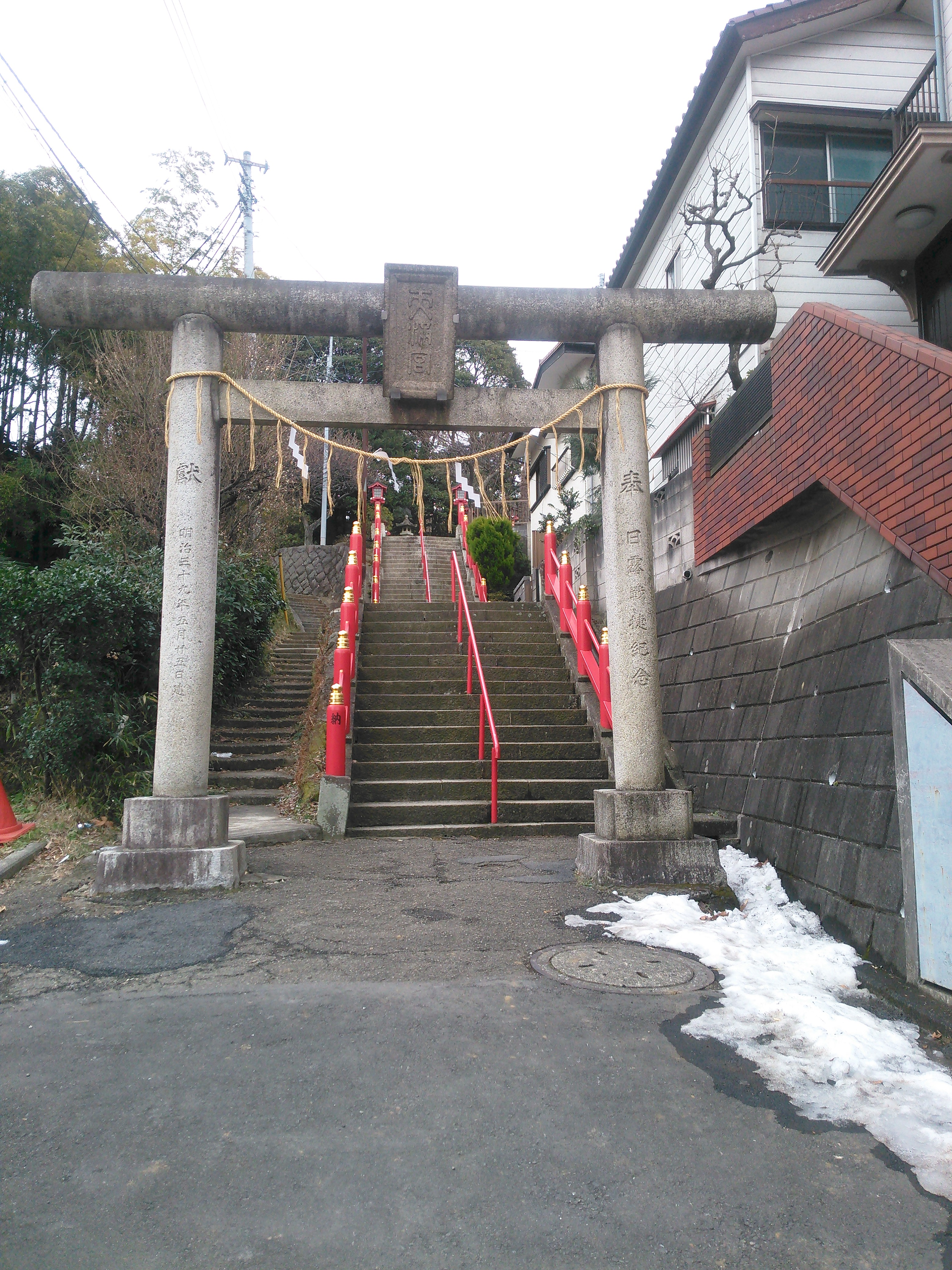
日露戦争戦勝記念として建てられた、二の鳥居

言い伝えによると鎌倉時代に、鎌倉に住み荏柄天神社を信仰していた武士が岡村の地に移り住むことになり、住居近くに天神の社を作ろうと考えた。折しも京都を訪れる機会があり、北野天満宮の分霊を勧請し、この天満宮を創建したと言われている。室町時代に竜珠院が別当となったが、同寺が1522年（大永2年）に曹洞宗に改宗した際に古い記録が処分され、草創当時の詳しいことは明らかになっていない。『新編武蔵風土記稿』によると、天保初期（1830年頃）は「天満宮」と称し、社地は一畝五分であった。安政年間には鷹取山の石を使った石段坂が完成した。明治初期には神仏分離令により無社格の天満宮となるが、1873年（明治6年）には村社に列せられた。
天満宮へは磯子や大岡、堀ノ内町などから道が通じているが、堀割川ができると関内方面からの参詣者は天神橋付近からの道をよく利用するようになった。川沿いに横浜市電が開通すると、天神祭の日には天神橋と根岸橋の間に仮停留所が開設された。1886年（明治19年）、花街を中心とした天神講が作られ、華やかな女性が多く参拝に訪れるようになった。やがて、誰からともなく「色天神」と呼ばれるようになった。1888年（明治２１年）には一の鳥居（現在の一の鳥居とは別の位置）と境内の石灯籠一対が完成した。工費は、当時の金額で鳥居が57円、灯篭が27円であった。1904年（明治37年）には撫牛が奉納された。1906年（明治39年）には日露戦争戦勝記念として、石段下に二の鳥居が建てられた。1907年に無社格の神社の統合が行われることになり、1910年（明治43年）9月24日付で、現在の横浜学園高等学校付近にあった杉山神社と統合された。天満宮の拝殿・幣殿はそのまま使用し、古くなった本殿は解体された。新たな本殿は旧杉山神社の本殿と拝殿の木材を使って新築、1911年（明治44年）に完成した。この統合により、菅原道真に加えて天照大神と市杵島姫も祭神として祀ることになり、神社の名称は「杉山天満宮」に改められた。この頃から伊勢佐木町の商店や料亭、魚河岸で働く人々に信者が増え、天神詣りは賑わうようになった。1917年（大正6年）には歌舞伎役者の市川荒次郎が石灯籠を寄進したこともあり、一層賑わいを増した。参拝客を受け入れるため、1922年（大正11年）に社殿を改築し境内を広げ、1923年（大正12年）には神楽殿を再建した。1923年9月1日の関東大震災では一の鳥居や神楽殿が倒壊した。社殿も被害を受けたが、修理して使用が続けられた。昭和初期には参道に6軒ほどの茶店があり、大野屋の天神煎餅、角屋のおでん、にいやの葛餅、吉崎屋の奈良漬けなどが名物になった。
1930年（昭和5年）、名称が「岡村天満宮」に改められた。これを機に、現在岡村公園のテニスコートになっている付近に新たな社殿を建て、鶴岡八幡宮に匹敵する大きな神社にする計画が建てられたが、不景気や満州事変・支那事変による社会情勢の変化で立ち消えになった。第二次世界大戦後は、戦前に比べ天神詣りに訪れる人は少なくなったが、学業成就や合格祈願の参拝客が多く訪れる。

## 境内

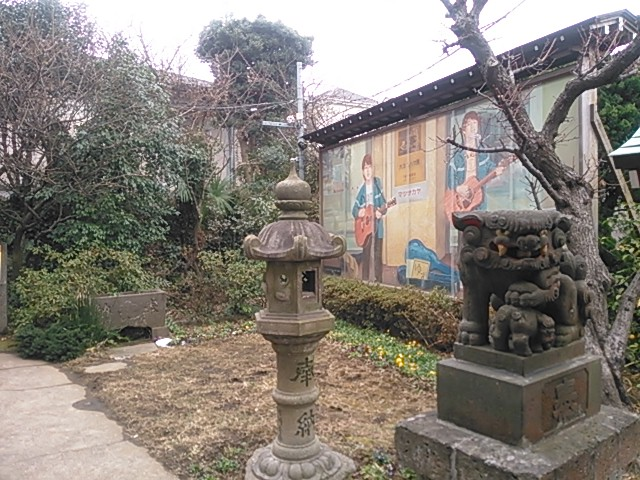
境内の様子

根岸駅や弘明寺などからの路線バスの天神前バス停近くの、岡村交番前の交差点から南に入る道に石の鳥居がかかる。岡村公園に向かう坂の途中で、左手に見える二の鳥居をくぐり石段を登ると岡村天満宮の境内となる。境内には針塚や筆塚の碑、石の撫牛がある。当地は梅の景勝地で知られ、境内に梅の木が植樹されているほか、隣接する岡村公園にも梅林が開設されている。
岡村は、フォークデュオのゆずのメンバーの出身地で知られる。伊勢佐木町の横浜松坂屋の屋上にあったゆずの壁画は、2008年に同百貨店が閉店になったのち地元有志が設置場所を探したところ、岡村天満宮の宮司がこれを快諾。境内に移設されている。ゆずの岩沢厚治は、境内にある岡村幼児園の出身である。

## 西瓜天神
西瓜天神（すいかてんじん）は、岡村天満宮で作られている郷土人形である。大正末期に蒔田在住の人形師村沢春吉が、両袖を跳ね上げ、切ったスイカを思わせる形状の陶器製人形を試作し、本神社に持参した。この人形は信仰の対象として授与されることになったが、戦争により途絶えた。戦後、粗悪な模造品が出回るようになったが、戦前の正規品は手元に残っておらず復活できずにいた。1932年、民家の神棚から見つかり、陶器店の手によって再び作られるようになった。後継者難から製作が中断された時期もあったが、1990年ごろより宮司と人形職人により復活し、1月23日の初天神祭で販売されている。

## 交通
- 横浜市営バス　天神前バス停より徒歩5分[16]